# Brongniartieae
Brongniartieae es una tribu de plantas perteneciente a la subfamilia Faboideae dentro de la familia Fabaceae.

## Géneros
- Brongniartia, Cristonia, Cyclolobium, Harpalyce, Hovea, Lamprolobium, Plagiocarpus, Poecilanthe, Tabaroa, Templetonia, Thinicola

- Según commons:
- Brongniartia, Cyclolobium, Harpalyce, Hovea, Lamprolobium, Plagiocarpus, Poecilanthe, Templetonia